# Ƶ
Ƶ (onderkast: ƶ) is een letter van het Latijnse alfabet. Het is een Z met een extra streek. Het letterteken komt onder andere voor in het Tsjetsjeens.
Wiskundigen zetten in handschrift ook wel een streek door de Z, om verwarring met het cijfer 2 te voorkomen.

## Karaktercodering
| Unicode Codepoint | U+01B5                             |
| Unicode-Name      | LATIN CAPITAL LETTER Z WITH STROKE |
| HTML              | &#437;                             |

| Unicode Codepoint | U+01B6                           |
| Unicode-Name      | LATIN SMALL LETTER Z WITH STROKE |
| HTML              | &#438;                           |